# Buariki (atol Tarawa)

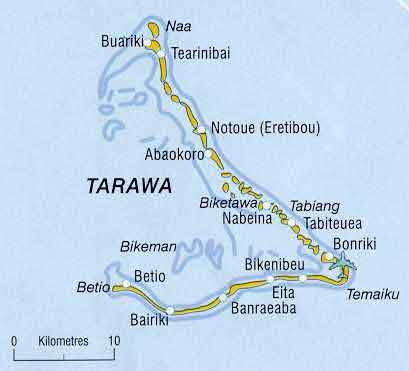
Mapa atolu Tarawa

Buariki – miasto i wysepka w Kiribati; na atolu Tarawa, w archipelagu Wysp Gilberta na Oceanie Spokojnym; 3497 mieszkańców (2013).